# F.F.S.S., cioè: ...che mi hai portato a fare sopra a Posillipo se non mi vuoi più bene?
Pour plus de détails, voir Fiche technique et Distribution.
F.F.S.S., cioè: ...che mi hai portato a fare sopra a Posillipo se non mi vuoi più bene? est une comédie italienne réalisée par Renzo Arbore et sortie en 1983.

## Synopsis
Après le succès d'Il pap'occhio, Renzo Arbore est à la recherche d'idées nouvelles pour un nouveau film. Alors qu'il erre sans but dans les rues de Rome, il en discute avec Luciano De Crescenzo qui, constatant le manque d'inspiration de son ami, se permet de faire une prédiction : seul un miracle de San Gennaro pourrait leur donner à tous les deux l'inspiration nécessaire. En discutant ainsi, les deux hommes s'arrêtent près d'un feu rouge. C'est là qu'un coup de vent fait tomber sur la route une grosse pile de papiers qu'Arbore et De Crescenzo ramassent avec stupéfaction : il s'agit du scénario d'un film inédit de Federico Fellini intitulé F.F.S.S., un acronyme signifiant Federico Fellini Sud Story. Se rendant compte qu'ils sont sous la fenêtre du grand cinéaste, les deux hommes s'emparent du scénario et s'enfuient.
C'est ainsi que commence le tournage de F.F.S.S., avec Arbore dans le double rôle de réalisateur et d'acteur : l'homme de spectacle joue le rôle d'Onliù Caporetto, un impresario rustre originaire de Campanie, qui tente d'amener la jeune Lucia Canaria au succès. La jeune fille, qui travaille à Naples comme préposée aux bains publics, est dotée d'un extraordinaire talent de chanteuse, mais elle est également atteinte d'une étrange maladie, la napolitanite : une exposition excessive à des odeurs, des images ou des sons qui lui rappellent ses authentiques origines napolitaines, provoque un évanouissement soudain. La jeune fille rêve de monter sur des scènes importantes, mais tout ce qu'Onliù peut lui offrir, c'est quelques apparitions sur la télévision locale délabrée Tele Ottaviano.
C'est précisément dans les studios de cette station qu'Onliù et Lucia rencontrent le Cheikh Beige, la révélation musicale du moment et l'inventeur du soi-disant « son arabe ». Le Cheikh, agacé par les demandes persistantes de recommandations d'Onliù, suggère très sèchement à Lucia de changer d'impresario et d'aller chercher fortune dans la ville où la scène musicale est plus animée. Lucia, elle, n'a pas l'intention de se séparer d'Onliù, et tous deux se lancent dans une errance à travers l'Italie.
Ils parviennent d'abord à Milan, où ils tentent de percer dans le monde de la publicité ; après un premier enthousiasme, Lucia se rabat sur son ancien métier, celui de concierge de bains publics. Ils s'installent ensuite à Rome, mais le résultat n'est pas différent : ils tentent d'entrer à la Rai sur recommandation, mais même Lucia se retrouve en prison pour un vol à la sauvette. Une fois réunis, Onliù et son assistant retrouvent le Cheikh Beige et, poussés par leur désir de vengeance et leur esprit d'aventure, ils l'accompagnent pour participer au Festival de Sanremo. Le chanteur, déterminé à choquer le public, implique Lucia dans une authentique sceneggiata qui perturbe le bon déroulement du concours de chant. Dans le désordre général, Lucia parvient à s'emparer du micro et à chanter une chanson. Tout semble indiquer une fin heureuse classique, mais le scénario volé à Federico Fellini est incomplet. Arbore et De Crescenzo retournent donc chez le maestro pour lui demander une idée pour le dénouement.

## Fiche technique
- Titre italien : F.F.S.S., cioè: ...che mi hai portato a fare sopra a Posillipo se non mi vuoi più bene?[1] (litt. « "FF.SS." - Je veux dire : "...pourquoi m'as-tu emmenée à Posillipo si tu ne m'aimes plus ?" »)
- Réalisateur : Renzo Arbore
- Scénario : Renzo Arbore, Luciano De Crescenzo
- Photographie : Renato Tafuri
- Montage : Anna Napoli
- Musique : Renzo Arbore, Claudio Mattone
- Décors : Francesco Vanorio
- Costumes : Adriano Scaparo
- Production : Mario Orfini, Emilio Bolles (it)
- Société de production : Eidoscope Productions
- Sociétés de distribution : Gaumont Italia, Reteitalia
- Pays de production :  Italie
- Langue originale : italien
- Format : Couleur
- Durée : 109 minutes
- Genre : Comédie
- Dates de sortie :
  - Italie : 16 décembre 1983 (Milan)

## Distribution
- Renzo Arbore : lui-même ; Onliù Caporetto
- Roberto Benigni : lui-même ; Cheikh Beige
- Pietra Montecorvino (it) : Lucia Canaria
- Gigi Proietti : Curtatone
- Isabella Biagini : Madonna Sofia
- Andy Luotto : Armand le bédouin
- Cesare Gigli (it) : Cloaca Massimo ; Hon. Mario Monticella chargé de la Rai
- Nando Murolo (it) : huissier du Rai
- Stella Pende (it) : épouse de l'Honorable Parlementaire
- Luciana Turina : Mamma Turì
- I Fatebenefratelli (it) : Le père et le grand-père de Lucia ; comédiens de Tele Ottaviano
- Bobby Solo : lui-même
- Giampiero Scalamogna : aubergiste
- Isabel Russinova (it) : elle-même
- Pippo Baudo : lui-même
- Gianni Minà (it) : publicitaire
- Gerardo Gargiulo (it) : cinéaste
- Renato Guttuso : madonnaro
- Lory Del Santo : elle-même
- Mario Marenco (it) : publicitaire
- Severino Gazzelloni : mendiant avec flûte
- Nando Martellini : lui-même
- Riccardo Pazzaglia : publicitaire
- Claudio Villa : lui-même
- Massimo Troisi : membre du chœur
- Maria Giovanna Elmi : elle-même
- Domenico Modugno : lui-même
- Alfredo Cerruti (it) : spectateur à Sanremo
- Maurizio Costanzo : lui-même
- Lello Bersani (it) : lui-même
- Nino Frassica : technicien Tele Ottaviano
- Don Lurio : lui-même
- Raffaella Carrà : elle-même
- Gianni Boncompagni : lui-même
- Gianni Morandi : lui-même
- Teodoro Ricci : Federico Fellini
- Luciano De Crescenzo : lui-même
- Gianni Ravera (it) : lui-même
- Isaac George (it) : assistant réalisateur
- Dino Cassio : Montanara

## Caméos
Le film est plein d'apparitions de célébrités ; en plus des déjà mentionnés Arbore, De Crescenzo, Benigni, il y a aussi : Pippo Baudo, Isabella Biagini, Gianni Boncompagni, Raffaella Carrà, Alfredo Cerruti (it), Maurizio Costanzo, Riccardo Pazzaglia, Lory Del Santo, Nando Martellini, Andrea Giordana, Sandra Milo, Domenico Modugno, Christian (it), Gianni Morandi, Bobby Solo, Massimo Troisi, Claudio Villa, Gianni Ravera (it), Martufello (it), Mario Marenco (it), Nino Frassica, Sergio Japino (it), Gigi Proietti. On y trouve également le peintre sicilien Renato Guttuso dans le rôle d'un madonnaro et Severino Gazzelloni dans celui d'un mendiant jouant de la flûte.

## Allusions à la politique
Tout au long du film, des références claires sont faites aux hommes politiques italiens de l'époque ; parmi les plus reconnaissables figurent Bettino Craxi, Giulio Andreotti, Enrico Berlinguer et Ciriaco De Mita, ce dernier étant d'ailleurs originaire de Nusco, dans la province d'Avellino, la même ville qu'Onliù Caporetto.